# Adesmia brevivexillata
Adesmia brevivexillata är en ärtväxtart som beskrevs av Arturo Erhardo Erardo Burkart. Adesmia brevivexillata ingår i släktet Adesmia och familjen ärtväxter. Inga underarter finns listade i Catalogue of Life.